# Алберт Ли (Минесота)
Алберт Ли (енгл. Albert Lea) град је у америчкој савезној држави Минесота.

## Демографија
По попису из 2010. године број становника је 18.016, што је 340 (-1,9%) становника мање него 2000. године.
| Група             | 2000.          | 2010.          |
| Белци             | 16.237 (88,5%) | 15.002 (83,3%) |
| Афроамериканци    | 68 (0,4%)      | 204 (1,1%)     |
| Азијати           | 147 (0,8%)     | 204 (1,1%)     |
| Хиспаноамериканци | 1.740 (9,5%)   | 2.380 (13,2%)  |
| Укупно            | 18.356         | 18.016         |